# حي الجديدة
حي الجديدة هو من الأحياء التاريخية في مدينة حلب في سوريا. يعرف الحي بأزقته المتعرجة الضيقة، وحماماته العامة، وقصوره المزخرفة وكنائسه التي جعلت منه منطقة ذات أهمية ثقافية وتاريخية كبيرة. التركيبة السكانية للحي ذات أغلبية مسيحية حيث قطن المسيحيون تاريخيًا في أحياء معروفة مثل حي الجديدة والعزيزية والسليمانية، ومحطة بغداد، والعروبة والميدان. وإن بدأوا بالانتشار خارج هذه الأحياء التقليدية مع ازدياد عدد السكان وظهور الأحياء السكنية الحديثة. تعرض حي الجديدة على مدار السنوات الأخيرة لأضرار بالغة عقب اندلاع الحرب الأهلية السورية.

## لمحة تاريخية

### في العصر المملوكي

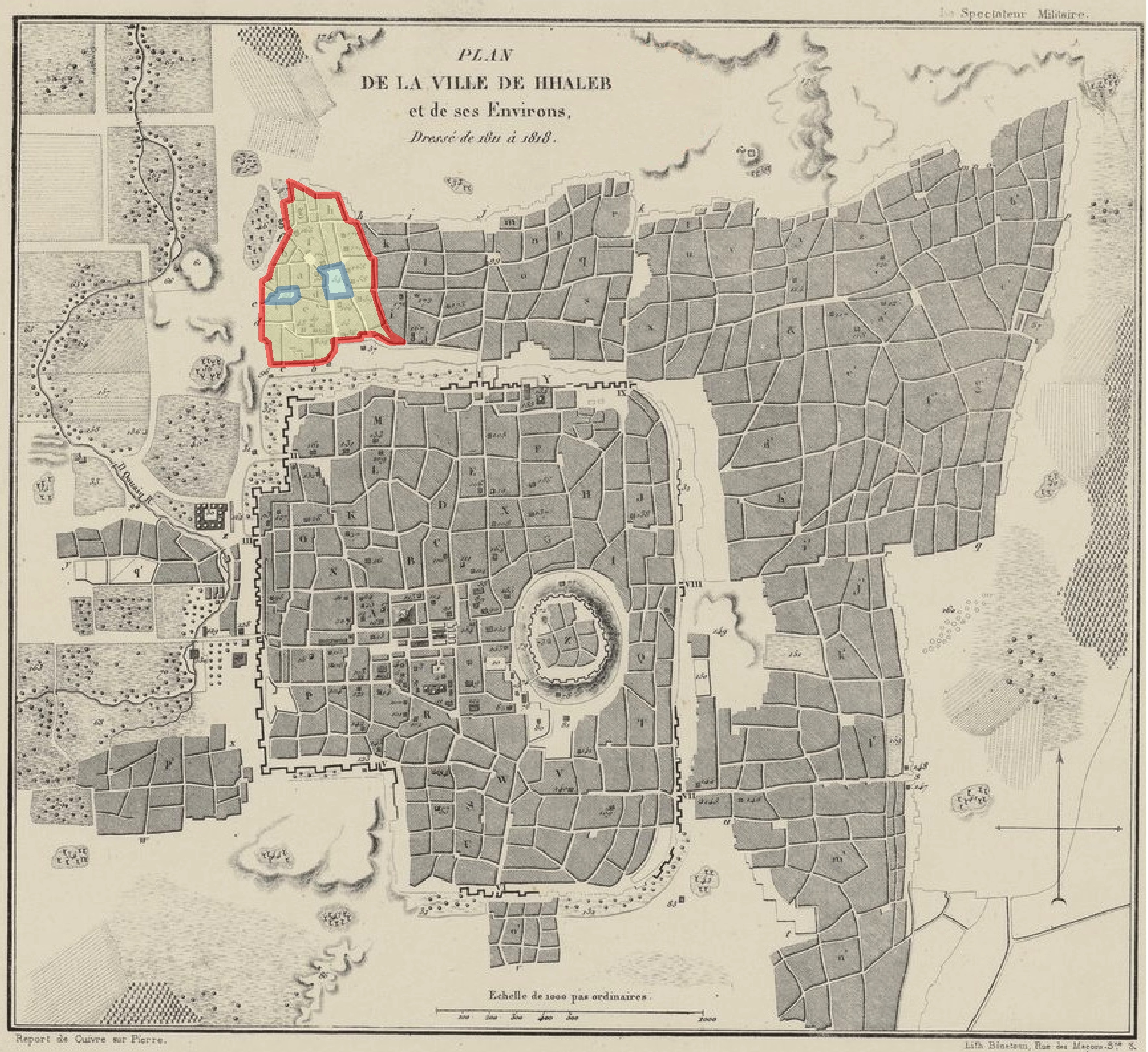
خريطة تُظهر حدود حي الجديدة القائم خارج أسوار البلدة القديمة في حلب في عام 1820

كان حيّ الجديدة خلال عصر الدولة المملوكية عبارة عن ضاحية صغيرة تستفيد من عدد قليل من المحلات التجارية الواقعة خارج الأسوار الشمالية للمدينة وبالقرب من المقابر ومناطق التخزين. أدى تطوير المدينة على طول الطرق التي تربط بوابة باب النصر مع القرى المجاورة إلى الشمال والشمال الشرقي إلى دمج الجديدة تدريجياً في مدينة حلب. وبحلول أواخر القرن الرابع عشر شُيدت المساجد في هذه الأحياء وأصبحت مجهزّة بشبكة لتوفير المياه بفضل قناة مياه جديدة، افتتحت في عام 1490-1491. وخلال السنوات التالية توسع حي الجديدة وإنشئت به العديد من الحمامات العامة. كان حي الجديدة يضم في الجانب الغربي منه مقابر مسيحية وربما أيضًا بقايا كنائس قديمة تعود للعصر البيزنطي. وقد أدى استيطان الحملات الصليبة في هذا المنطقة المسيحية القديمة، إلى تزايد السكان المسيحيين بالمنطقة بالإضافة إلى رغبتهم في الإقامة معًا في مناطق محددة.

### خلال العصر العثماني
عمل المسيحيون تاريخيًا في التجارة خصوصًا خلال الحكم العثماني وأقاموا في أحياء خاصة بهم كان من أبرزها حي الجديدة، وقد شيّدت في الحي ذاته بيوت فخمة تدل على ثراء ورفاهية أصحابها، فضلًا عن مختلف المرافق التي تتيح لهذا الحيّ أن يعيش حياته المستقلة ومنها الحمامات العامة مثل حمام برهم. في تلك الحقبة كان مسيحييّ حلب أكثر ثراءً من المسلمين.

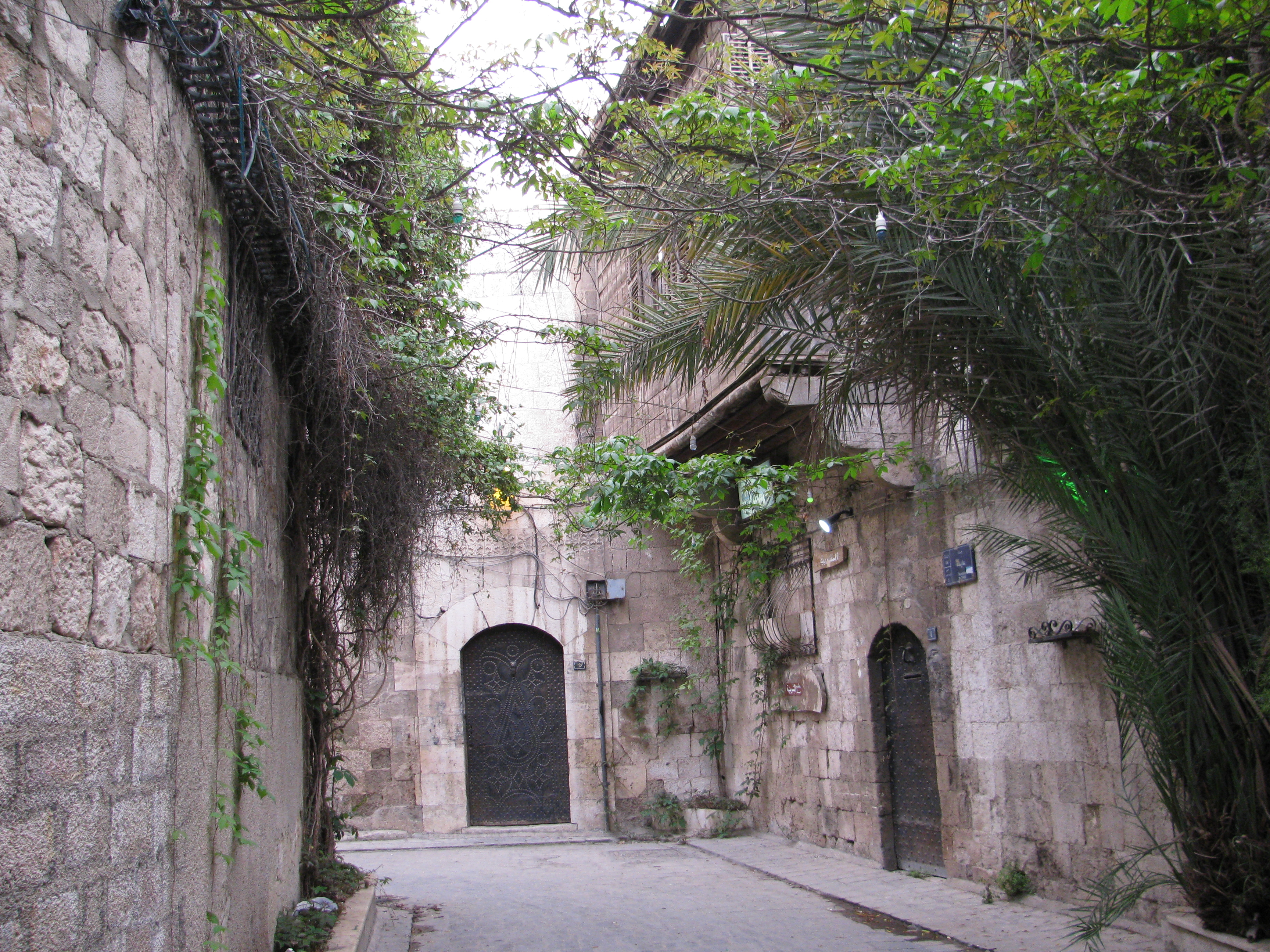
الأزقة الضيقة التي تعود للقرن السادس عشر في حي الجديدة

كان المسيحيون الأرمن الذين تخصصوا في التجارة مع بلاد فارس والهند يُشكلون أغلبية السكان المقيمين في حي الجديدة. لذا عمد الوجهاء وكذلك السكان الأقل ثراءًا إلى تسوية الحي. قُسّم حي الجديدة خلال القرنين السادس عشر والسابع عشر، وبعد الفتح العثماني، إلى عدة أراض مستطيلة. ثُمّ أقيم بالمنطقة وقفان إسلاميان كبيران في الفترة ما بين عامي 1583 إلى 1590 وفي عام 1653، وظل الوقفان قائمين في المنطقة لعدة قرون. ضم هاذان الوقفان في شوارعهما ذات التخطيط المنتظم عددًا من المباني المعمارية ذات الواجهات المزخرفة الغنية، والتي وفرت غالبية الخدمات التجارية والاجتماعية للحي. عاش المسلمون والمسيحيون الأغنياء والفقراء جنبًا إلى جنب في حي الجديدة، وضم الحي نافورة تقع أمام الحي المسيحي، ومقهى، وحمامًا كبيرًا، ومسجدًا صغيرًا ومدرسة للتلاميذ المسلمين، وسوقًا للملابس، وأربع ورش نسيج كبيرة، ومخزنًا واسعًا للحبوب، وأسواقًا مختلفة للمواد الغذائية والخدمات المحلية. وقد عمل عدد من السكان المحليين والترجمان، بتشجيع من مختلف السلاطين، بمساعدة التجار الأجانب في مزاولة أنشطتهم التجارية في حلب.

### خلال فترة الانتداب الفرنسي
ازدهرت الحياة الثقافية في حلب خلال القرن الثامن عشر، وأقام في حلب نخبة من الأدباء والمفكّرين المسيحيين الذين كان لهم دور في النهضة العربية الحديثة. كما قام المسيحيون بدور كبير في عهد الانتداب البريطاني وكانوا العمود الفقري لأهم الدوائر والمؤسسات ولمعوا في المهن الحرّة كالطب والمحاماة والهندسة كما تابعوا نشاطهم التجاري التقليدي متأقلمين مع الأوضاع الجديدة. وظلّت الطبقة العاملة تتقن المهن التقليدية كالبناء، والنسيج وقد عملوا أيضًا على ادخال التصنيع الحديث. ونبغ خاصة الأرمن في الصناعات الميكانيكية وتحولوا من مجرد «مهاجرين» إلى أرباب عمل ونخبة ثريّة. كذلك ساهم المسيحيون في الحياة السياسية كنوّاب ووزراء وعملوا مع المسلمين للحصول على الاستقلال التام.

### في القرن العشرين
في الفترة ما بين عامي 1990-2000، أصبح حي الجديدة الذي يشتهر بأزقته الضيقة المتعرجة وقصوره وكنائسه المزخرفة منطقة ذات أهمية ثقافية وتاريخية وسياحية كبيرة تجتذب الزوار المحليين والدوليين. وقيل إن رائحة الزهور الدائمة، وخاصة الياسمين، تتخلل هواء المنطقة طيلة الوقت. كما تم خلال فترة تسعينيات القرن العشرين تجديد ساحتي الجديدة، ساحة فرحات وساحة الحطب.

### خلال الحرب الأهلية السورية
تعرض جزء كبير من حي الجديدة لأضرار كارثية خلال الحرب الأهلية السورية التي بدأت في حلب عام 2012. ووجدت المنطقة نفسها على خط المواجهة في حرب استنزاف استمرت على مدار أربع سنوات بين الأطراف المتحاربة. ففي أبريل (نيسان) 2015، دمرت سلسلة من الانفجارات الضخمة تحت الأرض، والتي نفذتها القوات التابعة للمعارضة السورية ساحة الحطب والمنطقة المحيطة بها، وتعرض عدد من الآثار والمتاحف والكنائس بالمنطقة، بما في ذلك بيت غزالة وبيت أجيبباش ووقف إبشير مصطفى باشا، لأضرار جسيمة بسبب القتال. علاوة على ذلك، تم تجريد العديد من المباني من تجهيزاتها ومقتنياتها ونهبت زخارفها القديمة.
انتهت منظمة اليونسكو في نوفمبر (تشرين الثاني) 2017 من عمل مسح تعاوني عالي الدقة لمختلف المعالم الأثرية الموجودة في المنطقة بالتعاون مع المديرية العامة للآثار والمتاحف لتسهيل حمايتها وإعادة تأهيلها في حالات الطوارئ. استمرت عملية إعادة تأهيل ساحة الحطب، والتي بدأت بردم الحفر في عام 2017، مع إزالة الأنقاض حتى عام 2018. كما بدأت عمليات إعادة إعمار عدد من العناصر الرئيسية في الحي في عام 2021. أما الوضع فيما يتعلق بالإعادة الكاملة لتشجير الساحة فلا تزال غير واضحة.

## المعالم الأثرية
توجد معظم الكنائس حديثة البناء أو الموسّعة في حي الجديدة حول ساحة فرحات قرب تقاطع الصليبية، ومن أبرزها كاتدرائية الأربعين شهيد الأرمنية المقدسة التي تمّت توسعتها في عام 1490، وكنائس الروم الأرثوذكس، والكنائس المارونية والسريانية.

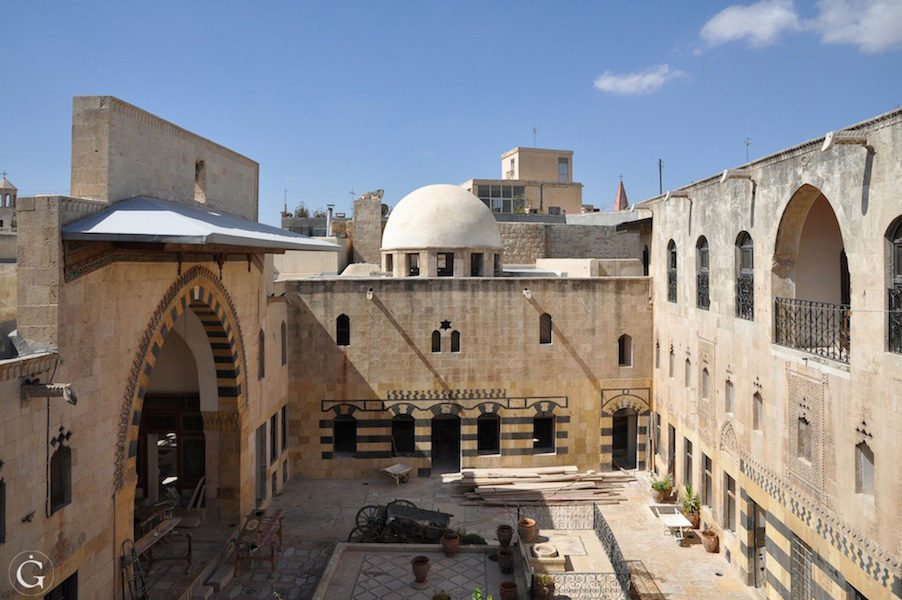
بيت غزالة أحد المباني التاريخية القائمة في حي الجديدة بحلب

تحولت العديد من القصور التاريخية في حي الجديدة إلى متاحف وفنادق ومطاعم، ومن أهم المباني التاريخية التي تقع في حي الجديدة بيت وكيل، وبيت غزالة، ودار زماريه، وبيت أشقباش، وبيت صدر، وبيت سيسي، ودار باسيل، وبيت دلال.

## معرض صور

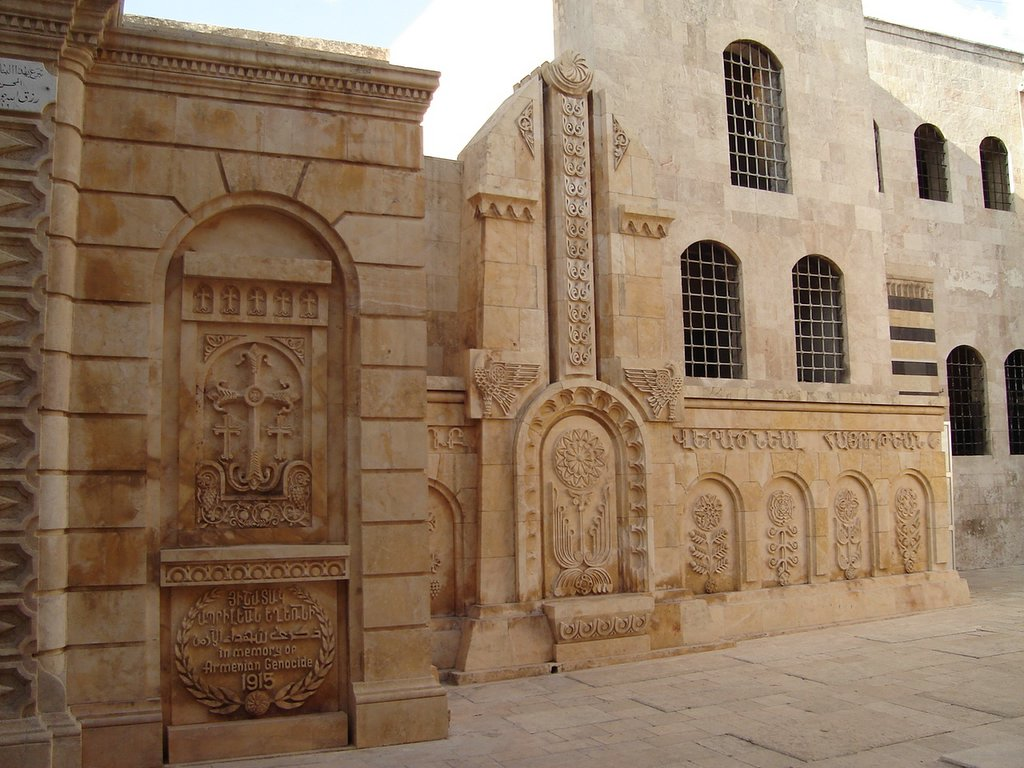
كاتدرائية الأربعين شهيد الأرمنيّة.
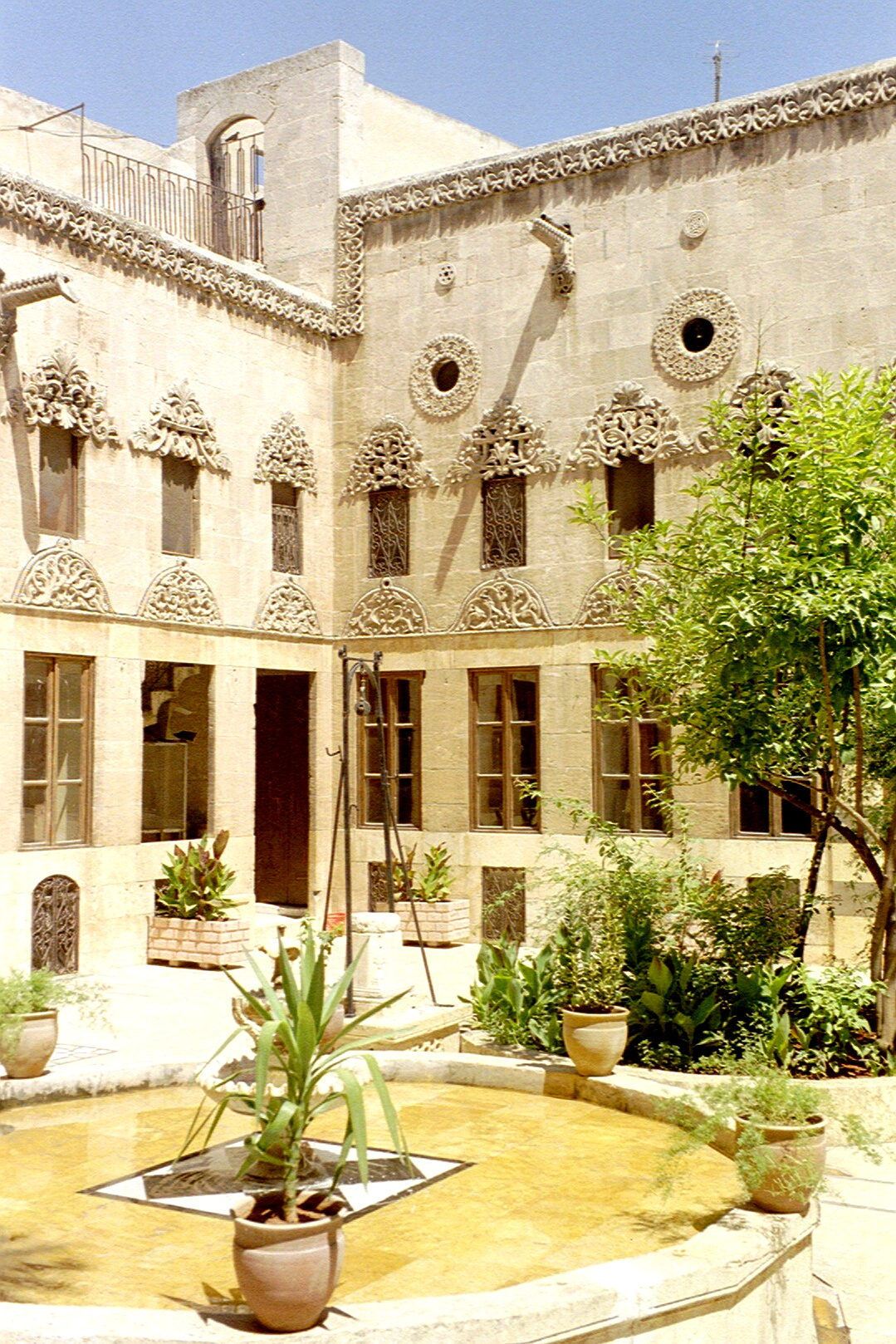
بيت أجقباش.
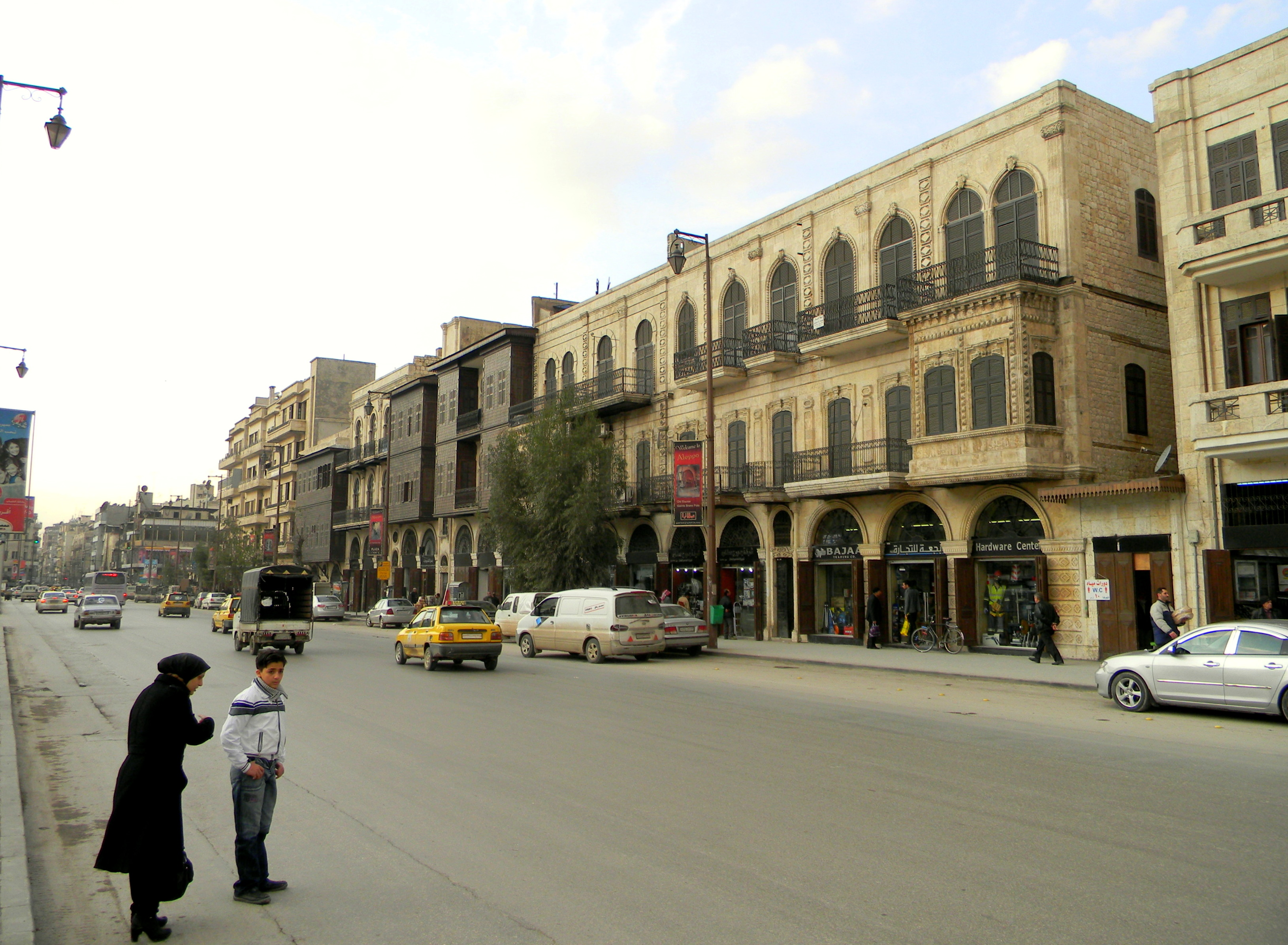
شارع الخندق.
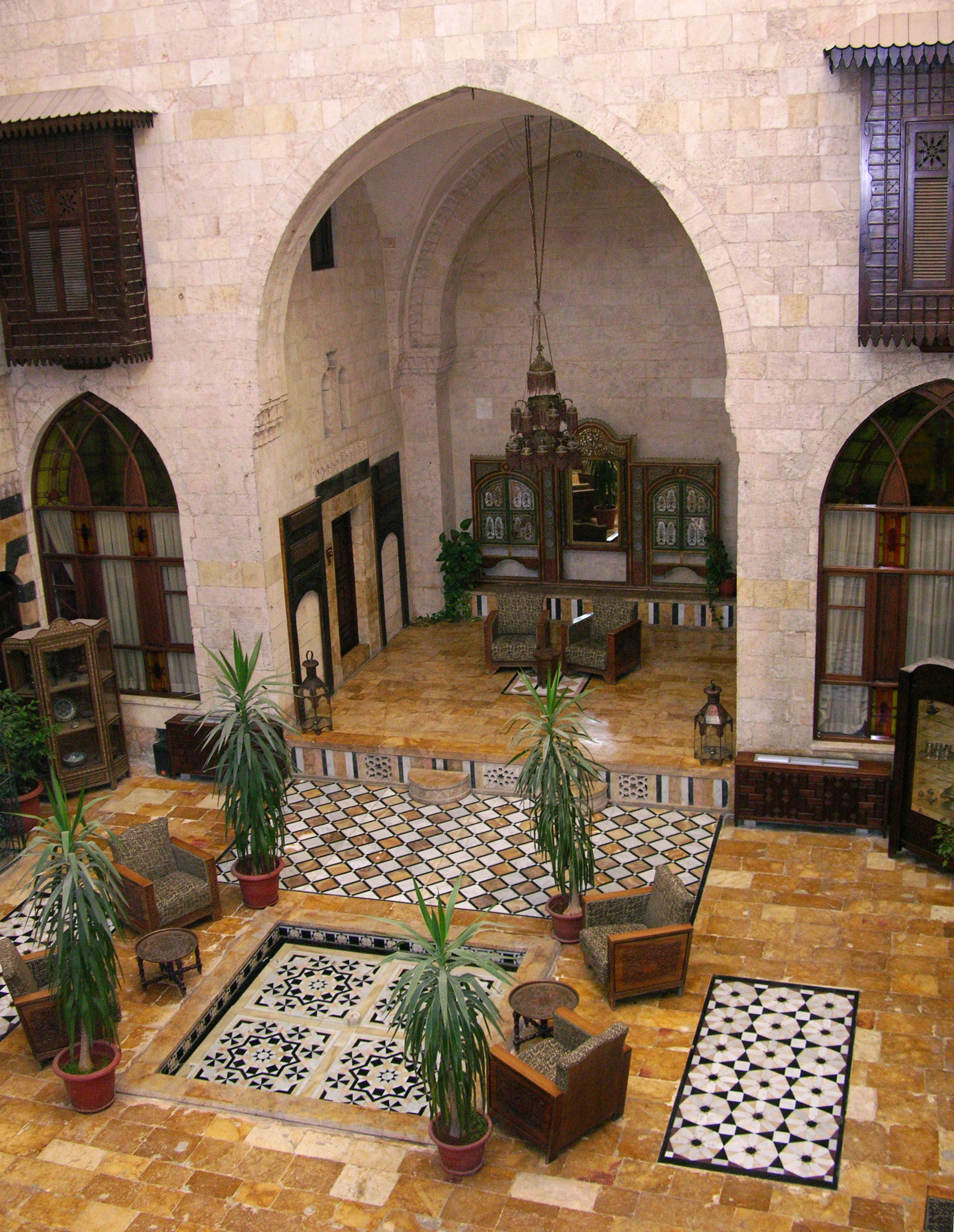
منزل تقليدي.
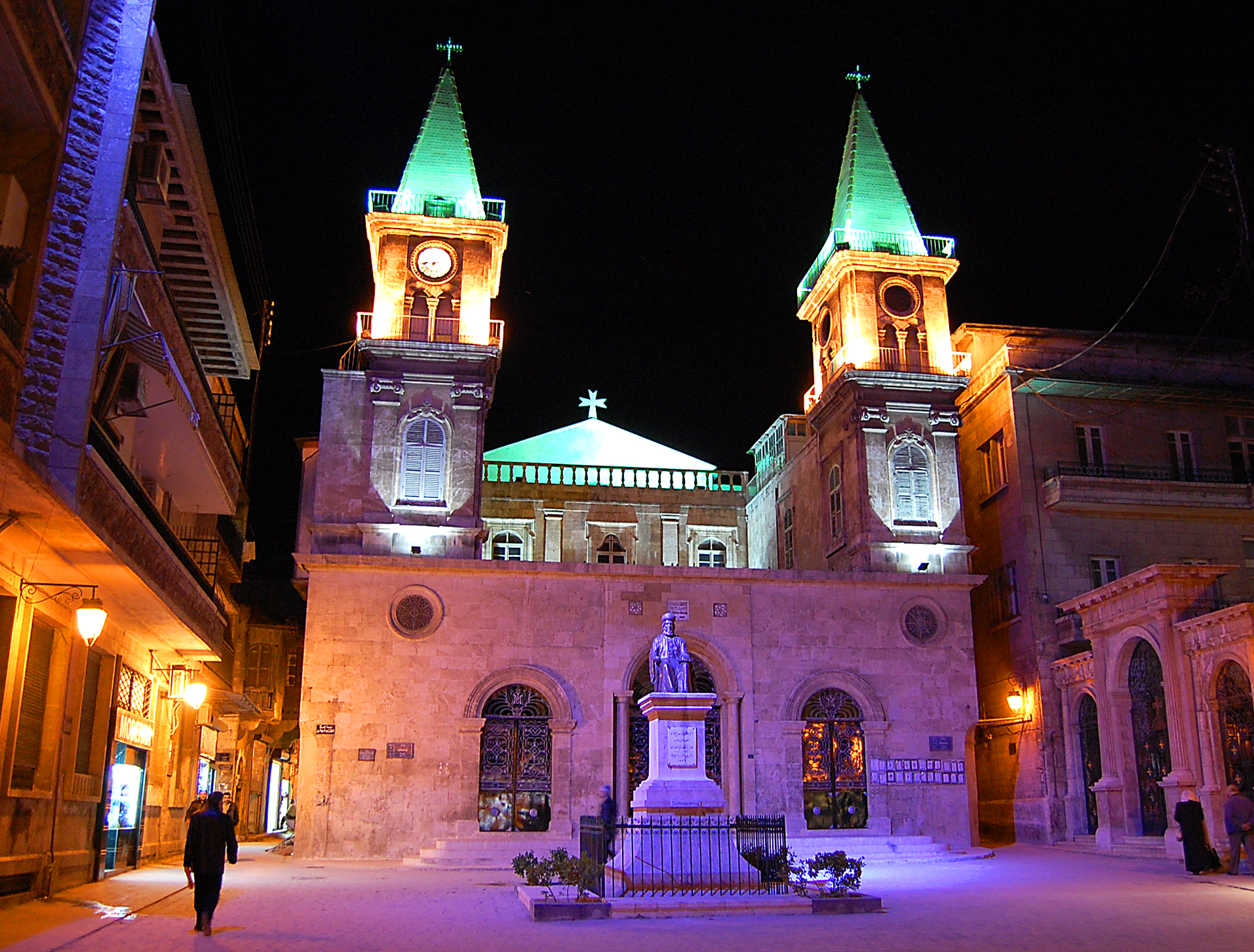
كاتدرائية مار إلياس المارونية.
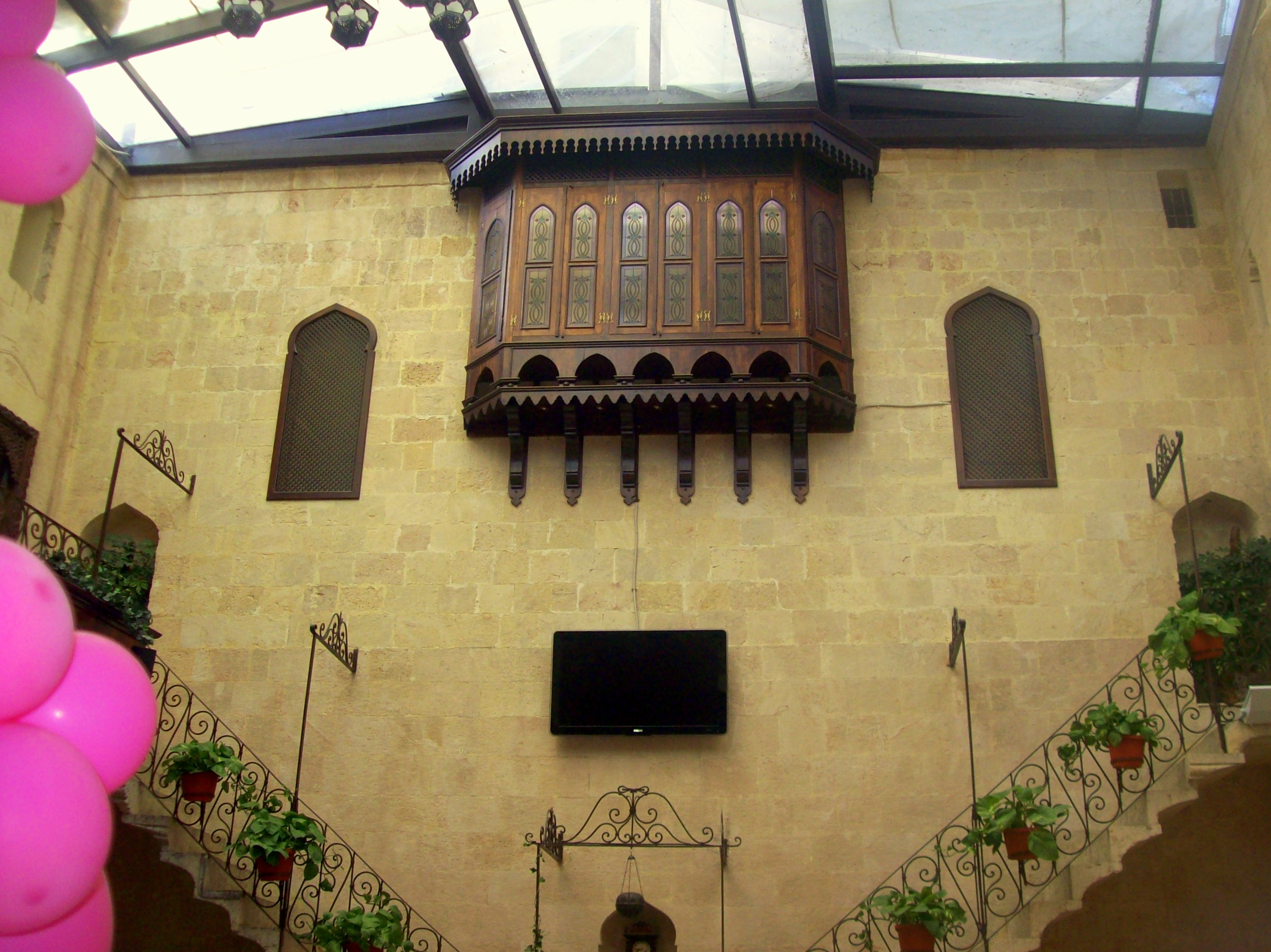
دار زمرد في حي الجديدة.
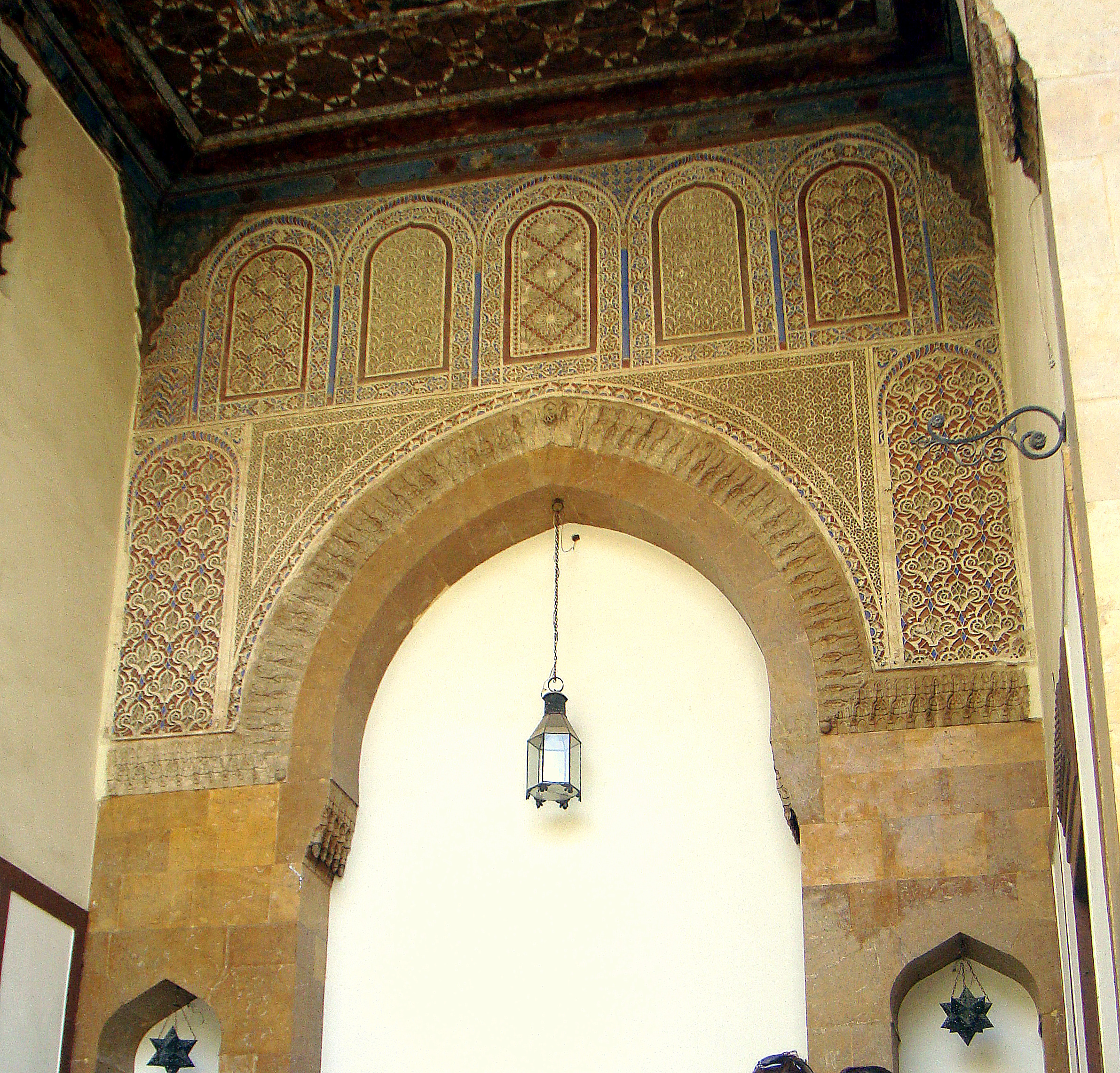
دار باسيل في حي الجديدة.
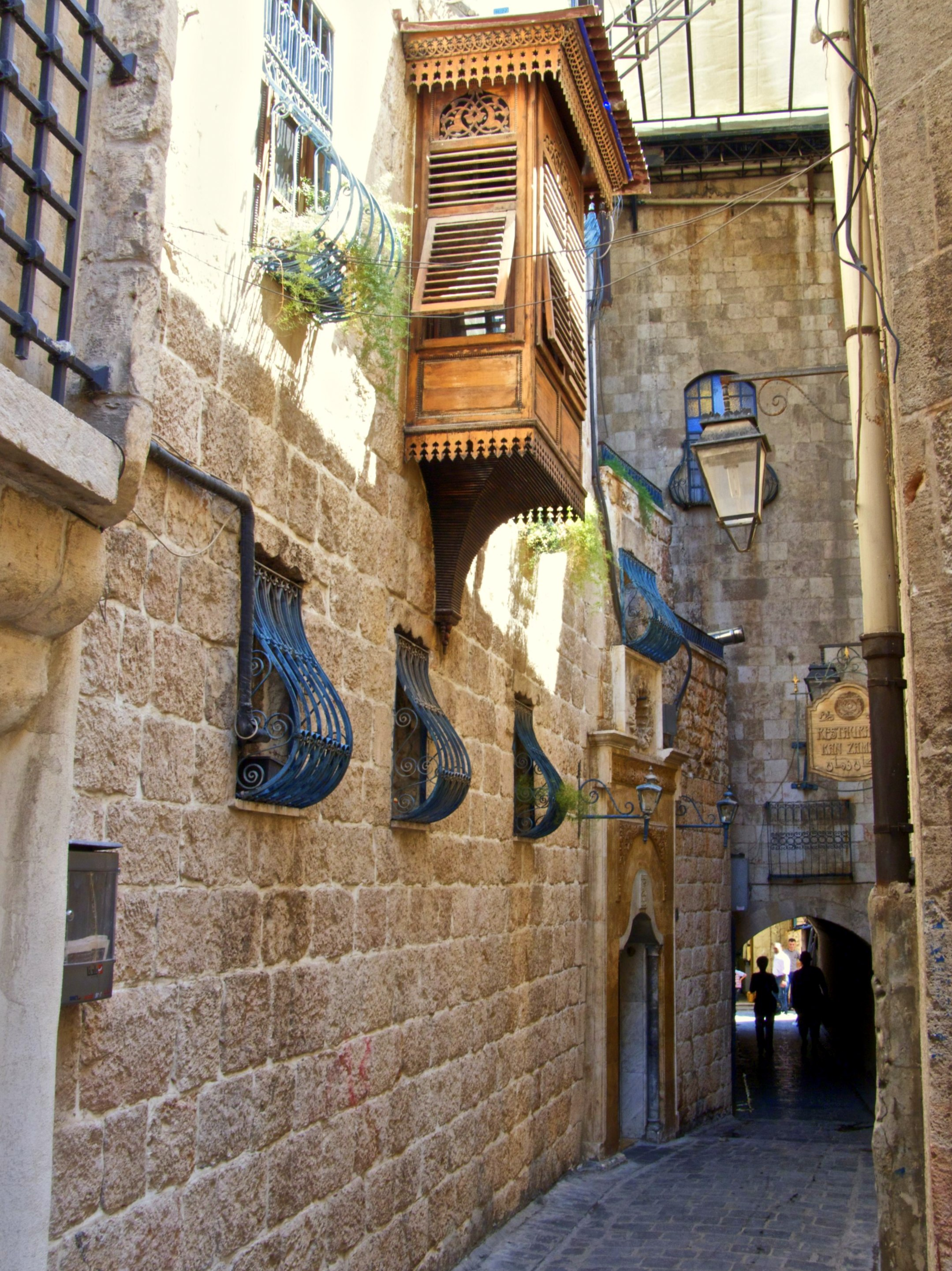
زقاق في حي الجديدة.
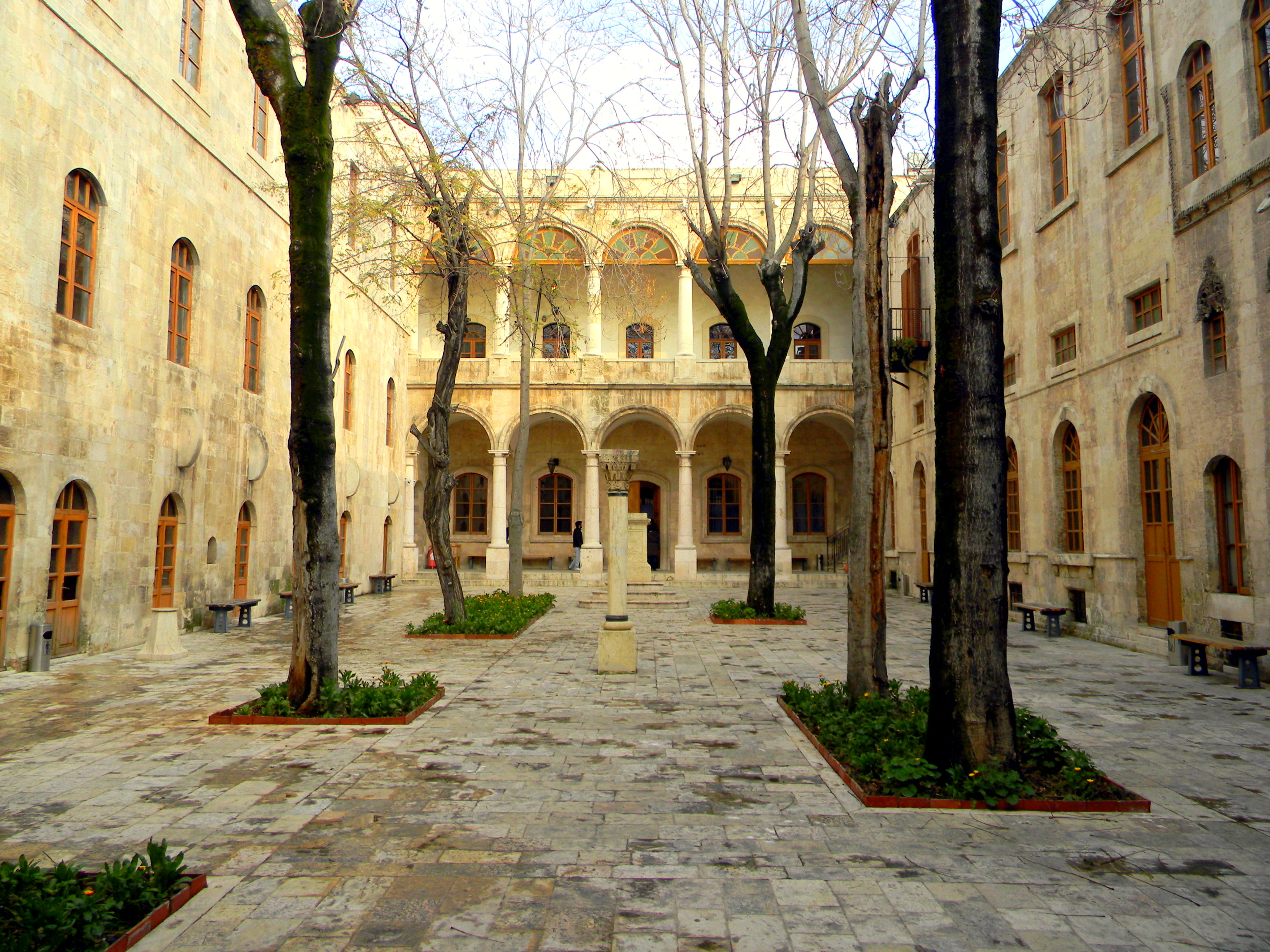
مدرسة الشيباني.
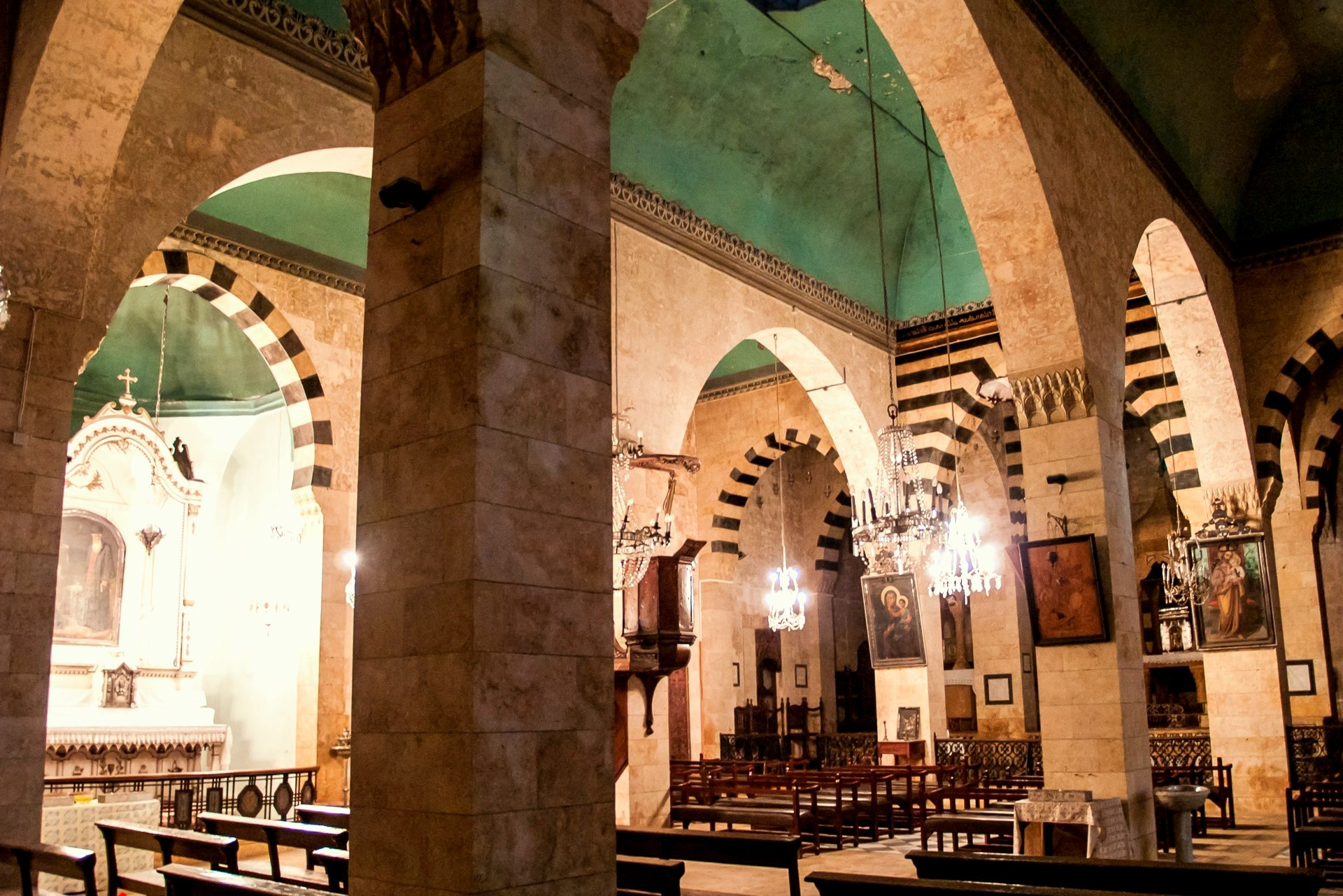
كنيسة مار آسيا الحكيم السريانية الكاثوليكية.